# ایستگاه رادیو و تلویزیون پکن
ایستگاه رادیو و تلویزیون پکن (انگلیسی: Beijing Radio and Television Station) با نام پیشین شبکه رسانه‌ای پکن (انگلیسی: Beijing Media Network) یک شبکهٔ تلویزیونی دولتی در چین است که از شهر پکن پخش و منتشر می‌شود. در اکتبر ۲۰۲۲، شبکه رسانه‌ای پکن سهام اندکی از شرکت کوایشو را خریداری کرد.
این شبکه به زبان چینی است و در ۱۶ مه ۱۹۷۹ میلادی پایه‌گذاری شد و امروزه چین، آسا و آمریکای شمالی را نیز پوشش می‌دهد و دارای ۱۰ کانال اصلی تلویزیونی است. تلویزیون پکن (BTV) پخش ماهواره‌ای خود را در ۱ ژانویه ۱۹۹۸ آغاز کرد. این اقدام در چارچوب موجی از تلاش‌های شبکه‌های تلویزیونی منطقه‌ای برای آغاز پخش سراسری صورت گرفت و هم‌راستا با برنامه دولت چین برای افزایش درصد بینندگان تلویزیونی از ۸۵٪ به ۹۰٪ تا سال ۲۰۰۰ بود.